# مايكل كوهن (ممثل)
مايكل كوهن (بالفرنسية: Michaël Cohen)‏ هو كاتب مسرحي وموسيقي وممثل فرنسي، ولد في 13 ديسمبر 1970 في فرنسا.

## أعمال

### أفلام
- (2008) قنديشة
- (2017) داليدا[3]

## وصلات خارجية
- مايكل كوهن على موقع IMDb (الإنجليزية)
- مايكل كوهن على موقع ألو سيني (الفرنسية)
- مايكل كوهن على موقع أول موفي (الإنجليزية)
- مايكل كوهن على موقع قاعدة بيانات الأفلام السويدية (السويدية)
- مايكل كوهن على موقع قاعدة بيانات الفيلم (الإنجليزية)
- مايكل كوهن على موقع كينوبويسك (الروسية)